# 鐵行星

不同構造行星大小的比較[http://www.nasa.gov/centers/goddard/news/topstory/2007/earthsized_planets.html

鐵行星是以鐵為主要成分，有著富含鐵的核心，很少或沒有地函的一種行星類型。水星是太陽系內最大的這種類型天體，但是在系外行星可能有更大的這種天體存在。這種天體也可以稱為「砲彈」。

## 起源
富含鐵的行星可能是正常的金屬/矽酸鹽類的類地行星，因岩石的地函被撞擊而剝離，有些可能殘留有鑽石的成份。目前的行星形成模型預測含鐵豐富的行星將在內側的軌道或含有豐富鐵質的大質量恆星的原行星盤中形成。

## 特性
富含鐵的行星會比其他類型的行星小且密度更高。當這種行星在成型後快速的冷卻時，可能沒有板塊構造或是強磁場 。